# Heyrieux
Heyrieux és un municipi francès situat al departament de la Isèra i a la regió d'Alvèrnia-Roine-Alps. L'any 2007 tenia 4.646 habitants.

## Demografia

### Població
El 2007 la població de fet de Heyrieux era de 4.646 persones. Hi havia 1.742 famílies de les quals 395 eren unipersonals (178 homes vivint sols i 217 dones vivint soles), 498 parelles sense fills, 644 parelles amb fills i 205 famílies monoparentals amb fills.
La població ha evolucionat segons el següent gràfic:
Habitants censats

### Habitatges
El 2007 hi havia 1.913 habitatges, 1.787 eren l'habitatge principal de la família, 31 eren segones residències i 95 estaven desocupats. 1.395 eren cases i 509 eren apartaments. Dels 1.787 habitatges principals, 1.203 estaven ocupats pels seus propietaris, 548 estaven llogats i ocupats pels llogaters i 37 estaven cedits a títol gratuït; 48 tenien una cambra, 118 en tenien dues, 302 en tenien tres, 570 en tenien quatre i 748 en tenien cinc o més. 1.337 habitatges disposaven pel capbaix d'una plaça de pàrquing. A 776 habitatges hi havia un automòbil i a 877 n'hi havia dos o més.

### Piràmide de població
La piràmide de població per edats i sexe el 2009 era:
| Homes | Edats   | Dones |
| ----- | ------- | ----- |
| 4     | 95 o +  | 0     |
| 0     | 90 a 94 | 28    |
| 0     | 85 a 89 | 36    |
| 4     | 80 a 84 | 24    |
| 44    | 75 a 79 | 40    |
| 52    | 70 a 74 | 68    |
| 44    | 65 a 69 | 88    |
| 144   | 60 a 64 | 112   |
| 112   | 55 a 59 | 140   |
| 160   | 50 a 54 | 128   |
| 204   | 45 a 49 | 144   |
| 160   | 40 a 44 | 152   |
| 128   | 35 a 39 | 160   |
| 152   | 30 a 34 | 184   |
| 132   | 25 a 29 | 152   |
| 180   | 20 a 24 | 92    |
| 165   | 15 a 19 | 120   |
| 164   | 10 a 14 | 156   |
| 132   | 5 a 9   | 136   |
| 124   | 0 a 4   | 84    |

## Economia
El 2007 la població en edat de treballar era de 3.036 persones, 2.320 eren actives i 716 eren inactives. De les 2.320 persones actives 2.162 estaven ocupades (1.127 homes i 1.035 dones) i 158 estaven aturades (60 homes i 98 dones). De les 716 persones inactives 278 estaven jubilades, 264 estaven estudiant i 174 estaven classificades com a «altres inactius».

### Ingressos
El 2009 a Heyrieux hi havia 1.864 unitats fiscals que integraven 4.798 persones, la mediana anual d'ingressos fiscals per persona era de 20.912 €.

### Activitats econòmiques
Dels 296 establiments que hi havia el 2007, 4 eren d'empreses extractives, 4 d'empreses alimentàries, 2 d'empreses de fabricació d'elements pel transport, 29 d'empreses de fabricació d'altres productes industrials, 45 d'empreses de construcció, 64 d'empreses de comerç i reparació d'automòbils, 10 d'empreses de transport, 15 d'empreses d'hostatgeria i restauració, 3 d'empreses d'informació i comunicació, 17 d'empreses financeres, 13 d'empreses immobiliàries, 33 d'empreses de serveis, 34 d'entitats de l'administració pública i 23 d'empreses classificades com a «altres activitats de serveis».
Dels 101 establiments de servei als particulars que hi havia el 2009, 1 era una oficina d'administració d'Hisenda pública, 1 gendarmeria, 1 oficina de correu, 7 oficines bancàries, 1 funerària, 14 tallers de reparació d'automòbils i de material agrícola, 1 taller d'inspecció tècnica de vehicles, 1 autoescola, 8 paletes, 10 guixaires pintors, 7 fusteries, 5 lampisteries, 5 electricistes, 1 empresa de construcció, 9 perruqueries, 1 veterinari, 2 agències de treball temporal, 10 restaurants, 9 agències immobiliàries, 2 tintoreries i 5 salons de bellesa.
Dels 21 establiments comercials que hi havia el 2009, 1 era un supermercat, 2 grans superfícies de material de bricolatge, 1 una botiga de més de 120 m², 4 fleques, 3 carnisseries, 2 llibreries, 3 botigues de roba, 1 una botiga d'electrodomèstics, 1 una botiga de mobles, 1 un drogueria, 1 una joieria i 1 una floristeria.
L'any 2000 a Heyrieux hi havia 17 explotacions agrícoles que ocupaven un total de 496 hectàrees.

## Equipaments sanitaris i escolars
El 2009 hi havia 2 farmàcies i 1 ambulància.
El 2009 hi havia 1 escola maternal i 2 escoles elementals. Heyrieux disposava d'un col·legi d'educació secundària amb 672 alumnes.

## Poblacions més properes
El següent diagrama mostra les poblacions més properes.